# نازعات ۶ (موشک)
موشک نازعات-۶، موشک ساخت ایران است که دارای برد ۱۵۰ کیلومتر است که در قیاس با نازعات-۱۰ بیست کیلومتر برد بیشتری دارد. این موشک متعلق به نزاجا است و توسط لانچرهای متحرک خود، قابلیت استقرار و شلیک سریع دارد که این ویژگی سبب متمایز شدن این راکت در قیاس با نمونه‌های مشابه‌اش می‌باشد؛ نیروی زمینی ارتش جمهوری اسلامی، جزو دارندگان انواع لانچرهای سه تایی و تکی برای شلیک راکت نازعات است و در رزمایش‌های متعدد این راکت‌ها با موفقیت، اهداف از پیش تعیین شده را منهدم کرده‌اند.

## تاریخچه
نازعات راکت بُردِ کوتاهِ ساخت جمهوری اسلامی ایران بوده که تولید آن پس از جنگ ایران-عراق ادامه پیدا کرد و سپس بروزرسانی گردید. نازعات جدید به‌همراه نازعاتهای ۶ و ۱۰ جزو اعضای خانواده نازعات هستند. نازعات-۶ جزو نخستین نمونه‌های تولیدیِ راکتهای نازعات محسوب می‌گردد و اولین نمونه‌های آن در ابتدای دهه ۷۰ تولید گردید و سپس ارتقاء یافت.

## مشخصات
راکت نازعات-۶ اچ دارای برد ۱۰۰ کیلومتر است و حداقل برد آن ۸۰ کیلومتر می‌باشد. طول این راکت ۶ متر و ۲۹ سانتی‌متر است و سرجنگی آن معادل ۱۳۰ کیلوگرم می‌باشد. نازعات-۶ دارای خطای زیر ۵٪ است و وزن کامل آن برابر با ۹۶۰ کیلوگرم است. این راکت همچنین جزو دقیق‌ترین انواع راکتهای جمهوری اسلامی ایران محسوب می‌گردد. راکت‌های نازعات که سابقه آنها به اواخر دوران جنگ ایران و عراق بازمی‌گردد، با به‌کارگیری سوخت جامد مرکب پیشرفته در دهه ۱۳۷۰ به‌طور انبوه تولید شده و در اختیار ارتش و سپاه قرار گرفتند. راکت نازعات ۱۰ نیز همچون نازعات ۶، یک راکت سوخت جامد است که توسط نیروی زمینی ارتش به‌کار گرفته شده است. این راکت با حداکثر برد ۱۳۰ کیلومتر و حداقل برد ۱۱۰ کیلومتر، طول بدنه ۸ متر و ۲۰ سانتی‌متر، قطر ۴۵۷ میلی‌متر، و خطای زیر ۵ درصد، مدل به ‌روز شده و ارتقاء یافته نازعات ۶ اچ به‌شمار می‌رود. این راکت، با سوخت جامد و سرجنگی ۲۳۰ کیلوگرمی و وزن پیشران ۸۶۵ کیلویی و وزن کامل ۱۸۳۰ کیلوگرمی، جزو راکت‌های ایران محسوب می‌شود.